# Balassa Menyhért
Balassagyarmati báró Balassa Menyhért, egyes forrásokban Balassi Menyhárt (1511 körül – Bécs, 1568. február 9.) honti és barsi főispán, dunáninneni országos főkapitány, a 16. század közepének jellegzetes nagyuraként többször változtatott pártállást a Habsburg és a Szapolyai oldal között és a korszak zűrzavaros állapotát igyekezett a saját meggazdagodására kihasználni.

## Családja

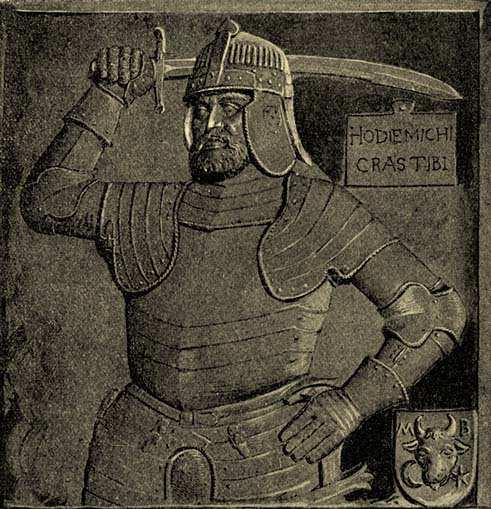
Balassa Menyhért sírkövéről készült rajz

A gyarmati Balassa családból származik. Édesapja Balassa Ferenc horvát, dalmát, szlavón, szörényi és jajcai bán és nógrádi főispán volt, aki a mohácsi csatában esett el. Édesanyja Perényi Orsolya. Testvérei közül János felsőmagyarországi főkapitány és nógrádi főispán (Balassi Bálint édesapja), Imre erdélyi vajda, Zsigmond pedig borsodi főispán és a bozóki vár építője volt. Két fia ismert név szerint: Boldizsár és István.

## Élete
A mohácsi csatát követő zűrzavaros időszakban Menyhért eleinte Szapolyai János pártján állt. Hont vármegyét kétfelé osztották Nyáry Ferenccel és az egyik félnek ő lett a főispánja. Szapolyai János 1540-ben bekövetkezett halála után azonban Habsburg Ferdinánd trónigényét támogatta. A támogatásért barsi főispáni címet kapott. Az országos politika színpadára tulajdonképpen akkor lépett, amikor feleségül vette az ekkor már törökök által elfoglalt Pest ostrománál 1542 októberében elesett Lévai Cseh Gábor özvegyét, Thurzó Annát. A lévai Cseh család birtokolta ekkoriban Léva, Csábrág és Szitnya várait, így a várak hozományként Menyhért kezébe kerültek. Pontosabban a helyzet az volt, hogy Balassa gyakorlatilag részben erővel megszerezte azokat, ugyanis Lévai Cseh Gábornak volt egy János nevű fia, akit az örökség illetett volna.
A barsi főispáni cím és az említett várak birtoklása ebben az időszakban már komoly katonai kötelezettségeket is jelentett, hiszen ezekben az években vették be Esztergomot és Vácot a törökök, így a honti, barsi terület is a török portyázásoknak kitett országrésszé vált. 1544 tavaszán az esztergomi törökök egy éjszaka titokban átmásztak Léva városának agyaggal tapasztott palánkfalán és az ellenállókat levágva a vár kapuja ellen indultak rohamra. Balassa Menyhért az ágyból kiugorva ragadott kardot és vette át a védelem irányítását. A védők határozott kiállása végül meghátrálásra kényszerítette a törököket. A támadók a város házait kirabolva és felgyújtva visszavonultak a zsákmányul esett lovakat magukkal hajtva. Balassa és katonái lóra kapva üldözőbe vették őket, de a törökök nagy számát látva csak a hátvédbe kaptak bele, majd visszafordultak. Azonban időközben a környékbeli végvárak magyar katonasága is megérkezett a támadás hírére segítségül. A támogatókkal kiegészülve ismét üldözőbe vették a törököket és a Szalka melletti völgyben ütöttek rajtuk. A magyarok véres közelharcban megfutamították a török szpáhikat, akik magukra hagyták a janicsárok csapatát. Ezek, fanatikusan védekezve, szinte mind elestek, egykorú forrás szerint 500 török veszett oda.
Balassa Menyhért a három vár birtokában rendszeresen fosztogatta a környékbeli kisebb birtokosok jószágait hol arra hivatkozással, hogy azok a Szapolyai trónigényt támogatják, hol pusztán a zavarosban halászva. 1546-ban például Korponát prédálták fel csapatai. Mikszáth Kálmán azt írja róla, hogy bár rettegte nevét mindenki az Ipoly és Garam partján, vitézségéről mégis legendákat beszéltek. A sok panaszos kérésének köszönhetően és Lévai Cseh János öröklési igényének védelmében Ferdinánd király és az országgyűlés végül 1548-ban elhatározta, hogy visszaveszi a várakat és elfogatja a rablólovagként viselkedő nagyurat. 1549 tavaszán Nikolas Salm országos főkapitány királyi parancsra ostrom alá vette a várakat. Menyhért a lévai vár védelmével Dacsó Tamás, a szitnyai védelmével pedig Makri Lőrinc várkapitányt bízta meg. Lévát csak hosszas védekezés után adta fel a várkapitány a királyi csapatoknak. Szitnyát 300 spanyol zsoldossal Bernardo de Aldana vette be egy gyors ostrommal. Menyhért nem várta meg Csábrágban elfogatását, hanem először eredménytelenül segítséget kért a nógrádi bégtől, majd még az ostromgyűrű bezárulása előtt erdélyi birtokaira menekült, Salm pedig ostrommal bevette a várat.
1551 novemberében a török kézen lévő Lippa várát ostromló Fráter György vezette magyar seregben harcolt. A Habsburg párthoz fűződő rossz viszony azonban nemsokára megváltozott, mert 1552 nyarán már dunáninneni országos főkapitánynak nevezték ki őt.
1556-ban azonban ismét megváltoztatta pártállását, és a János Zsigmondot támogatók egyik vezetője lett. Az erdélyi csapatokkal Balassa Menyhért és Petrovich Péter novemberben Szamosújváron megadásra kényszerítette Dobó István Ferdinánd királyhoz hű csapatait. 1557-ben Menyhért csapataival harc nélkül bevette Büdy-várat, 1558-ban pedig ostrommal Nagyszőlős várát, amit lerombolt. A János Zsigmond anyja, Izabella királyné elleni összeesküvők, Bebek Ferenc, Kendy Ferenc és Kendy Antal 1558. szeptember eleji felkoncoltatásában részvétele következtében az 1558. szeptember 29-i gyulafehérvári országgyűlésen az Erdélyhez kapcsolt magyarországi részek főkapitányává nevezik ki. A Szapolyai párt támogatásának jutalmaképpen ebben az időszakban kerül birtokába Diód, Léta, Hadad, Tasnád és Szatmár vára, ahol központját kialakította. 1560-ban pedig zálogjogon megszerezte Nagy- és Felsőbányát, ahol a római katolikus temető délnyugati részén egy megerősített kastélyt is építtetett.
1561 végén immár véglegesen visszatért Menyhért Habsburg Ferdinánd hűségére. Ferdinánd király az átpártolásáért jutalmul báróvá emelte, továbbá neki ígérte és ki is váltotta számára Detrekő várát a Fugger kereskedőcsaládtól. Menyhért átpártolása következtében az erdélyi csapatok Diód és Léta várát ostrommal rövid idő alatt visszafoglalták tőle, a diódi védők két heti ellenállás után 1562. február 2-án adták fel a kis erősséget szabad elvonulás fejében, amit János Zsigmond leromboltatott, a létai várat pedig február 12-én adták fel a védők, de ez a vár is rommá lett a benne tárolt puskapor felrobbanása következtében. Az erdélyi csapatok az ekkor Sulyok György által védett hadadi várat is ostrom alá vették. Balassa Menyhért és Zay Ferenc kassai kapitány Hadadhoz érkező felmentő serege azonban 1562. március 4-én a Báthory István és Némethy Ferenc vezette erdélyiek felett döntő győzelmet aratott (hadadi ütközet). Az e vereség következtében már lengyel földre menekülni készülő János Zsigmondot a budai és a temesvári basák segítették meg húszezer emberrel megtámadva a szatmári várban védekező Balassát. Az ostrom azonban nem járt sikerrel.
1563-ban Menyhért még elfoglalta és lerombolta Szinér várát. Az erdélyi fejlemények azonban lassan Balassa számára kedvezőtlen fordulatot vettek, János Zsigmond ugyanis 1563 végén legyőzte az ellene forduló moldovai vajdát, így a hátországot biztosítva 1564-ben támadásba lendültek ismét az erdélyiek. Miközben Menyhért 1564 őszén a szatmári vitézekkel az erdélyiekkel tartó Tokajban portyázva a szüret bevételét igyekezett megkaparintani, a váradi vár kapitánya, Báthory István rajtaütött Szatmáron, október 3-án elfoglalta a várat és Balassa családját fogságba ejtette. Menyhért felesége, egyik fia és kislánya meg is halt a fogságban, István fia is csak 1570-ben szabadult meg onnan. A 12 ezer fős erdélyi csapatok török segítséggel 1564 októberében Hadad várát is ostrom alá vették, melyet ekkor Sennyei Mátyás védelmezett és a hősies védelem ellenére a vár elesett. Báthory még ez év őszén bevette Nagybányát is.
Miksa, az új Habsburg király Schwendi Lázárt nevezte ki kassai főkapitánynak, aki 1565 elején Balassa Menyhért segítségével támadásba lendült. Schwendi február 11-én elfoglalta Tokaj várát, Balassa február 15-én Szerencset, a Miksa párti csapatok folytatva a támadássorozatot visszafoglalták Szatmárt, Nagybányát és Szilágycsehet, ezzel ismételt béketárgyalásokra kényszerítve János Zsigmondot.

## Halála
Bécsben halt meg 1568. február 9-én. A Detrekő várához közeli Széleskúton temették el, vörösmárvány sírkövén megfaragva képmását.

## Egyéb
Életéről, jelleméről egy kortárs névtelen szerző 1566–67-ben színdarabot írt Comoedia Balassi Menyhárt árultatásáról címmel.

## Források

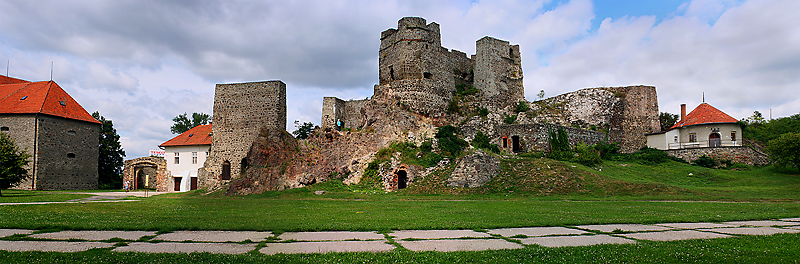
Léva várának romjai